# وايومينغ (رود آيلاند)
وايومينغ (بالإنجليزية: Wyoming, Rhode Island)‏ هي أماكن مخصصة للتعداد تقع في الولايات المتحدة في رود آيلاند.